# Código de Procedimiento Civil (Ecuador)
El Código de Procedimiento Civil, conocido también por sus siglas CPC, fue una codificación de leyes ordinarias procesales en Derecho civil en la República del Ecuador. La última codificación del CPC fue redactada por el antiguo H. Congreso Nacional, y fue publicada en el Registro Oficial como Códificación 11 en el suplemento 58 del 12 de julio de 2005, en el mismo día entró en vigencia.
El Código de Procedimiento Civil establecía la jurisdicción y competencia de los jueces, además de las instancias y los lineamientos a seguir en cada uno de los procedimientos (juicios).
A lo largo de su período en vigencia, el CPC tuvo varias reformas en su texto legal; sin embargo, desde 2015 la Asamblea Nacional empezó a redactar el Código Orgánico General de Procesos, el mismo que entró en vigencia para mayo de 2016 en la mayoría del país. A pesar de su derogación, por el principio de irretroactividad, los procesos judiciales que habían iniciado con tal legislación concluirían así hasta el final.

## Historia

### Código de Enjuiciamientos en Materia Civil
Tras la creación del Estado del Ecuador, al separarse de la Gran Colombia en 1830, no existía una legislación rígida sobre Derecho procesal. Con el gobierno de Vicente Rocafuerte en 1835 se impulsaron las primeras normas que trataban sobre el denominado  «enjuiciamiento civil». Un cuerpo legal reunió varias de estas disposiciones en 1846, el mismo que fue reformado en 1854.
El primer código procesal ecuatoriano fue expedido con el nombre de Código de Enjuiciamientos en Materia Civil en 1869 por una asamblea constituyente que redactó la octava constitución del país (denominada como la «Carta Negra»). El código de 1869 estaba conformado de dos secciones: «De la jurisdicción civil, de las personas que la ejercen y de los que intervienen en los juicios» y «Los juicios».
En 1879, diez años después, se dicta un nuevo Código de Enjuiciamientos en Materia Civil, elaborado por la Corte Suprema de Justicia, órgano que  se inspiró en los códigos procesales de España y Perú. En 1890, un nuevo código procesal dividió por primera vez las normas que regulaban el procedimiento civil con las de la organización judicial, al dictarse la Ley Orgánica del Poder Judicial.

### Código de Procedimiento Civil
En 1938, bajo la administración del general Alberto Enríquez Gallo —en calidad de jefe supremo del país—, se expidió un nuevo cuerpo legal que utilizó por primera vez la denominación «Código de Procedimiento Civil». Este código fue reformado mediante decreto 1139, publicado en el Registro Oficial n.º 623 del 1 de julio de 1946; y, en los años siguientes, se le efectuaron reformas menores, hasta la recopilación de la Comisión Legislativa publicada en Suplemento del Registro Oficial n.º 1202 del 20 de agosto de 1960.
Entre las reformas más importantes que tuvo el código estuvieron: la posibilidad de firmar por representación, por resolución de la Corte Suprema de Justicia en 1967; y el establecimiento del abandono de las causas por el ministerio de la ley, por decreto supremo de 1971.
La Constitución de 1998 ordenó mediante su vigésima séptima disposición transitoria la implementación del principio de oralidad en la sustanciación de los procesos, con lo cual, el Congreso Nacional reformó varias leyes y creó nuevos instrumentos normativos. Las modificaciones requeridas por la norma constitucional se efectuaron en varias materias, sin embargo, quedaron pendientes en el procedimiento civil.
La cuarta y última codificación del Código de Procedimiento Civil se promulgó el 12 de julio de 2005, la cual —con algunas reformas— estuvo vigente hasta el 2015, siendo derogada por el Código Orgánico General de Procesos.

### Derogación
En el 2007 una Asamblea Constituyente redactó la actual constitución ecuatoriana, incluyendo la disposición por la cual todas las normas jurídicas infraconstitucionales (leyes orgánicas y ordinarias, decretos, ordenanzas, etc.) deberían reformarse (o inclusive derogarse) para ajustarse al texto constitucional. 
El proyecto de un nuevo código que unifique en su texto los diferentes tipos de procesos judiciales fue sometido a primer debate por la Asamblea Nacional el 21 y 26 de agosto de 2014; mientras que el segundo debate se realizó en sesiones de fecha 10, 12 y 26 de marzo de 2015. Tras la aprobación del texto preliminar, el presidente de la República de aquel entonces, Rafael Correa, presentó objeciones parciales al proyecto, las cuales fueron tratadas por el órgano legislativo el 12 de mayo de 2015.
El nuevo cuerpo legal, denominado como «Código Orgánico General de Procesos» o conocido por su acrónimo «COGEP», fue publicado en el Registro Oficial el 22 de mayo de 2015. Dicho código tenía la disposición de entrar en vigencia a los doce meses de publicarse en el Registro Oficial, exceptuando las reformas que hizo en el Código Orgánico de la Función Judicial, disposiciones notariales, disposiciones sobre arbitraje y mediación, y en aspectos de abandonos de causas, copias certificadas, registro de contratos de inquilinato y citaciones judiciales, las cuales entraron en vigencia inmediatamente el día de su publicación.
El 23 de mayo de 2016, cumplidos los doce meses dispuestos por el propio COGEP, entró en vigencia el nuevo cuerpo legal, quedando derogado el Código de Procedimiento Civil en la mayoría de las provincias del país; sin embargo, debido al terremoto de 2016, en la provincia de Manabí se postergó por seis meses más, el 24 de octubre de 2016, quedando totalmente derogado el CPC.

## Contenido
El Código de Procedimiento Civil ecuatoriano estaba dividido en los libros:
- Libro I: De la jurisdicción y de su ejercicio de las personas que intervienen en los juicios
- Libro II: Del enjuiciamiento civil

- Título I: De los juicios en general
- Título II: De la sustanciación de los juicios
- Título III: Disposiciones comunes